# كارولين فلينت
كارولين لويز فلينت (من مواليد 20 سبتمبر 1961) هي سياسية حزب العمال البريطاني التي عملت كعضو في البرلمان (MP) عن دون فالي من 1997 إلى 2019
كانت فلينت واحدة من 101 نائبة عن حزب العمل انتُخبت في الانتخابات العامة في المملكة المتحدة عام 1997 . عملت في حكومتي توني بلير وجوردون براون كوزيرة للصحة العامة من 2005 إلى 2007، ووزيرة للتوظيف من 2007 إلى 2008 ووزيرة للإسكان والتخطيط في 2008. ثم شغل فلينت منصب وزير أوروبا خلال وقت إدخال معاهدة لشبونة في قانون المملكة المتحدة قبل الاستقالة، مشيرًا إلى الخلاف مع قيادة رئيس الوزراء جوردون براون.
في عام 2010، تم انتخابها في حكومة الظل وعينها إد ميليباند وزيرة دولة الظل للمجتمعات والحكومة المحلية. من عام 2011 إلى عام 2015، كانت وزيرة دولة الظل للطاقة وتغير المناخ. بعد أن احتلت المركز الثالث في الترشح لمنصب نائب زعيم حزبها في عام 2015، عادت فلينت إلى المقاعد الخلفية بعد عدم إعادة تعيينها في حكومة الظل من قبل جيريمي كوربين.
بعد حملة من أجل البقاء في استفتاء عام 2016 على عضوية الاتحاد الأوروبي، قبلت فلينت نتيجة التصويت من أجل «السماح لأصوات ناخبيها بأن تُسمع». أيدت فلينت خروج بريطانيا من الاتحاد الأوروبي حيث صوت ناخبوها بشدة للمغادرة. فقدت مقعدها أمام المرشح المحافظ نيك فليتشر بفوز بوريس جونسون في الانتخابات العامة لعام 2019 . شغل فلينت منصب النائب عن الدائرة الانتخابية لمدة 22 عامًا. كان وادي الدون يمثله أعضاء البرلمان من حزب العمل منذ عام 1922. ألقت فلينت باللوم في هزيمتها على «Corbynistas و Uber Remainers».

## النشأة والوظيفة
ولد فلينت في 20 سبتمبر 1961 في تويكنهام، ميدلسكس. تلقت تعليمها في مدرسة تويكنهام للبنات،  وكلية ريتشموند قبل حصولها على شهادة في الأدب الأمريكي ودراسات التاريخ والأفلام من جامعة إيست أنجليا. انضمت إلى حزب العمل عندما كانت في السابعة عشرة من عمرها. كانت مسؤولة المرأة في المنظمة الوطنية لطلاب العمل من عام 1982 إلى عام 1984.
بدأت حياتها المهنية مع هيئة التعليم الداخلي بلندن، كمتدربة في الإدارة من عام 1984 إلى عام 1985 وكمسؤولة سياسات من عام 1985 إلى عام 1987. كانت رئيسة وحدة المرأة في الاتحاد الوطني للطلاب من عام 1988 إلى 1989، قبل أن تنضم إلى مجلس لامبيث كموظفة تكافؤ الفرص من 1989 إلى 1991، ثم مسؤولة الرفاه وتطوير الموظفين من 1991 إلى 1993. من 1994 إلى 1997، كانت باحثة أولى ومسؤولة سياسية في اتحاد GMB .

## مهنة برلمانية
تم انتخاب فلينت لأول مرة في مجلس العموم في المملكة المتحدة في الانتخابات العامة لعام 1997 كواحدة من إجمالي 120 امرأة فازن بمقاعد في البرلمان في تلك الانتخابات.  أعيد انتخابها في الانتخابات العامة لعام 2001، والانتخابات العامة لعام 2005، والانتخابات العامة لعام 2010، والانتخابات العامة لعام 2015، والانتخابات العامة لعام 2017 . جنبا إلى جنب مع العديد من نواب حزب العمال، كانت عضوًا في فرقة رقص النقر المعروفة باسم ديفيجن بيلز (مسرحية على مصطلح «جرس التقسيم»). وهي عضو في جمعية فابيان وأصدقاء العمل في إسرائيل. 

### في الحكومة
في عام 1999، أصبح فلينت السكرتير البرلماني الخاص (PPS) لبيتر هاين بينما كان وزيراً للخارجية في وزارة التجارة والصناعة ووزارة الخارجية وشؤون الكومنولث قبل أن يصبح في عام 2002 السكرتير البرلماني الخاص للدكتور جون ريد، بينما كان رئيسًا لـ مجلس العموم والوزير بدون حقيبة. 
انضم فلينت في البداية إلى الحكومة في يونيو 2003 كنائب وزير الخارجية البرلماني في وزارة الداخلية، وتم نقل فلينت في مايو 2005 إلى وزارة الصحة، حيث كان مسؤولاً عن الصحة العامة أولاً كنائب وزير الخارجية البرلماني ومن مايو 2006 كوزير للوزارة. دولة في نفس الدور. 
بصفتها وزيرة للصحة العامة، كانت مسؤولة عن إدارة البرامج الحكومية المتعلقة بالتعرض للإشعاع، وباء إنفلونزا الطيور المحتمل ، والتثقيف الجنسي، والوقاية من الأمراض المعدية مثل السل وفيروس نقص المناعة البشرية، وأشرفت على حملات معالجة السمنة، والسكري من النوع 2 ، وأمراض القلب، والسرطان. كما كان من المقرر أن تتولى المسؤولية الوزارية عن تنفيذ لوائح أماكن العمل الخالية من التدخين في جميع الأماكن العامة الناتجة عن قانون الصحة لعام 2006، ولكن تم نقلها قبل يومين فقط من دخولها حيز التنفيذ (في 1 يوليو 2007).
خلال فترة عملها في وزارة الداخلية، أعادت فلينت تصنيف الفطر السحري كعقار من الدرجة الأولى. دفع فلينت من خلال مشروع القانون  على الرغم من بعض التحديات والاعتراضات من أقرانه وأعضاء البرلمان مثل الدكتور بريان إيدون،   بالإضافة إلى الاستخدام المتنازع عليه لدراسة علمية من قبل الأكاديمي السويسري الدكتور فيليكس هاسلر. 
في فبراير 2007، أُعلن أنها ستكون مديرة حملة هازل بليرز في حملة بليرز لانتخاب نائب القيادة لحزب العمال بعد استقالة جون بريسكوت. لم يفز بليرز، وجاء في المركز السادس في الانتخابات.
في التعديل الوزاري في 29 يونيو 2007، انتقلت كارولين فلينت إلى وزارة العمل والمعاشات التقاعدية حيث شغلت منصب وزيرة إصلاح التوظيف والرعاية.  تم تعيين فلينت أيضًا في المنصب الجديد لوزير يوركشاير وهامبر.
في 24 يناير 2008، تمت ترقية فلينت إلى منصب وزير الدولة للإسكان والتخطيط، ونتيجة لذلك ستحضر اجتماعات مجلس الوزراء.  كما تم تعيينها عضوًا في مجلس الملكة الخاص وتخلت عن دورها كوزيرة إقليمية. في فبراير 2008، اقترح فلينت أن المستأجرين العاطلين عن العمل يجب أن «يسعوا بنشاط» كشرط لشغلهم. في مايو من ذلك العام، كشفت عن غير قصد توقعات قاتمة لمستقبل أسعار المنازل عندما تم تصويرها وهي تسير في داونينج ستريت مع ظهور أوراقها الإعلامية. كشف الفحص الدقيق أن وثيقتها تقول: «لا يمكننا معرفة مدى سوء الأمر».
تم نقلها إلى وزارة الخارجية وشؤون الكومنولث في التعديل الوزاري في أكتوبر 2008، لتصبح وزيرة لأوروبا.  في 31 مارس 2009، اعترفت بأنها لم تقرأ معاهدة لشبونة، الوثيقة التي تقنن قواعد الاتحاد الأوروبي. ووصف النقاد قبولها بأنه «استثنائي» و «لا يصدق»، لا سيما بالنظر إلى أن مسؤوليات الوزيرة تشمل الإشراف على إدخال المعاهدة.
استقال الصوان بعد مجلس الوزراء تعديل وزاري في 5 يونيو 2009، مؤكدا أن غوردون براون كان يدير «حكومة مستويين»، ويعتقد بأنها كانت تعامل على أنها «نافذة الإناث خلع الملابس» على الرغم من أنها قد المعلن في وقت سابق ولاءها ل رئيس الوزراء. جددت فلينت هجومها على جوردون براون في مقال بصحيفة الأوبزرفر في 7 يونيو 2009، قائلة إنها لم تخجل من جلسة تصوير ساحرة أزعجت داونينج ستريت. وشنت انتقادات شديدة لرئيس الوزراء شاكية من «هذا الضغط المستمر وهذا التنمر السلبي».

#### نفقات
في عام 2005، ادعت فلينت أن منزل دائرتها الانتخابية في سبروتبرو في دونكاستر هو منزلها الثاني، ومنزل في خارج لندن كمنزل رئيسي لها. باعت منزلها الخارجي في لندن لتشتري شقة في فيكتوريا بلندن عام 2006. لشراء الشقة، طالب فلينت بمبلغ 1000 جنيه إسترليني في أتعاب المحامي و 12.750 جنيهًا إسترلينيًا كرسوم دمغة على البدلات؛ دفع مكتب الرسوم 7,700 جنيه إسترليني من قيمة المطالبة. أصبحت شقة فيكتوريا منزلها الثاني وممتلكات دائرتها هي محل إقامتها الرئيسي. 
كان فلينت واحدًا من 98 نائبًا صوتوا لصالح تشريع من شأنه أن يبقي تفاصيل نفقات النواب سرية. في تحقيق في ادعاءات أعضاء في البرلمان، أمر السير توماس ليغ أن تسدد 572 جنيهًا إسترلينيًا في النفقات التي طالبت بها.

### في المعارضة

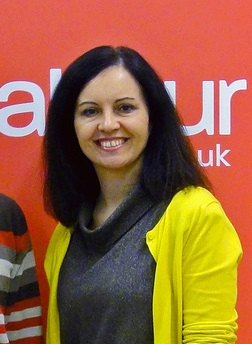
فلينت في مارس 2012

أعيد انتخاب فلينت في الانتخابات العامة 2010. عملت في خزانة الظل في إد ميليباند من عام 2010 إلى عام 2015.
أعيد انتخاب فلينت في الانتخابات العامة لعام 2015. في 16 مايو 2015، أعلنت عزمها على الترشح لانتخابات نائب قيادة حزب العمل. إلى جانب توم واتسون، كان يُنظر إليها على أنها العداء الأول في المسابقة. بحلول الوقت الذي أغلقت فيه الترشيحات في 17 يونيو، حصلت فلينت على 43 مرشحًا لعضوية البرلمان، في المرتبة الثانية بعد توم واتسون، وأكثر من كافية لتأكيد مكانها في الاقتراع. جاءت في المركز الثالث.
في البرلمان 56، كان فلينت عضوًا في لجنة الحسابات العامة ولجنة الاستخبارات والأمن، ولجنة الإدارة، واللجنة الفرعية للتعليم، ولجنة التعليم والتوظيف، ولجنة تحديث مجلس العموم.
خلال استفتاء عام 2016 على عضوية الاتحاد الأوروبي، شنت فلينت حملة من أجل البقاء.  دعمت أوين سميث في المحاولة الفاشلة لاستبدال جيريمي كوربين كزعيم للحزب في انتخابات قيادة حزب العمال اللاحقة.
في أكتوبر 2017، تحدى فلينت سياط حزب العمال بشأن مشروع قانون الانسحاب من الاتحاد الأوروبي. وقالت لبي بي سي راديو 4 <i id="mwAQQ">اليوم</i> ، «أعتقد أن مهمة حزب العمل هي تحسين هذا القانون، وليس القضاء عليه لأنه يبدأ تمريره من خلال البرلمان».
في يونيو 2019، قالت فلينت إنها ستكون على استعداد للتصويت لمساعدة بوريس جونسون على تمرير اتفاقية الانسحاب من الاتحاد الأوروبي.
في أكتوبر 2019، صرحت فلينت عن نيتها التصويت لصالح اتفاقية الانسحاب من الاتحاد الأوروبي لحكومة جونسون، على عكس الموقف الرسمي لحزب العمل، مشيرة إلى إدراجه المزعوم لـ «حماية ملزمة قانونًا لحقوق العمال والمعايير البيئية وحماية المستهلك»،  ادعاء تم دحضه باعتباره «كاذبًا من الناحية الموضوعية كمسألة قانونية» من قبل المعلق القانوني ' Financial Times ، ديفيد ألين جرين. 
في 19 أكتوبر 2019، كان فلينت واحدًا من ستة نواب من حزب العمال، والوحيد الذي يسعى لإعادة انتخابه في الانتخابات العامة المقبلة، للتمرد على خط الحزب والتصويت ضد تعديل ليتوين لصفقة الحكومة بشأن خروج بريطانيا من الاتحاد الأوروبي. تحدثت إلى إيزابيل هاردمان من The Spectator بخصوص التصويت. أثنى العديد من ناخبيها عليها لاستماعها إلى ناخبيها. 
في فيضانات نوفمبر 2019، تعرضت دائرة فلينت الانتخابية لفيضانات غزيرة. العمل زعيم جيريمي كوربين زار Conisborough ودونكاستر واطلع على الأضرار في الممتلكات مع فلينت، داعيا رئيس الوزراء بوريس جونسون للإعلان عن الفيضانات طوارئ وطنية يمكن أن تقدم مساعدة مالية فورية حتى للأسر المحتاجة. 
في نوفمبر 2019، تحدثت ابنة فلينت عن قيام رجل بإخضاع والدتها لمراسلات خبيثة لمدة تسعة أشهر. في عام 2018، قالت إن أحد التهديدات بالقتل حذرها: «ستعلق بحبل».
في الانتخابات العامة لعام 2019 ، ترشحت فلينت لإعادة انتخابها وكانت واحدة من العديد من نواب حزب العمال الذين هُزموا، وخسرت مقعدها أمام مرشح حزب المحافظين نيك فليتشر بعد أن قضت 22 عامًا في البرلمان. ألقت باللوم على قيادة كوربين في هزيمتها.   في خطاب التنازل، أخبرت فلينت الناخبين أنها «آسفة لأننا لم نمنحك حزبًا عماليًا يمكنك الوثوق به» وهاجمت «الشخصيات العمالية المؤثرة، التي تعيش في الرموز البريدية شمال لندن، والتي أوصلتنا إلى هذه النقطة.» كما أعلنت أن «العمل لا يمكن أن يكون مجرد حزب من المدن الكبرى والبلدات الجامعية، ولا مجرد حزب الشباب أو الباقين المخلصين».
في الأسبوع الذي تلا الانتخابات، ظهر فلينت على صوفي ريدج يوم الأحد وادعى أن وزيرة خارجية الظل إميلي ثورنبيري قالت إن ناخبي بريكست في شمال إنجلترا كانوا «أغبياء». ظهرت ثورنبيري على قناة آي تي في نيوز واتهمت فلينت بـ «اختلاق الخراء» بشأنها  وهددت باتخاذ إجراءات قانونية.

## الحياة الشخصية
كان زواج فلينت الأول من سيف زامل، سمسار البورصة التونسي.  كان لديهم ابن وابنة. انفصلا عام 1990 بعد اعتقال زامل بتهمة الفوضى العنيفة. تم ترحيله في وقت لاحق.
في يوليو 2001 تزوجت فيل كول، وهو ضابط القطرية لحزب العمل السابق والعلاقات العامة المهنية، وهو عضو مجلس ل Edlington و WARMSWORTH جناح من مجلس دونكاستر منذ مايو 2012. وهم يعيشون خارج دائرة دون فالي الانتخابية السابقة في فلينت، في سبروتبرو.  وظفت فلينت زوجها كمساعد برلماني كبير لها براتب يصل إلى 40 ألف جنيه إسترليني. وانتقدت بعض وسائل الإعلام ممارسة النواب في توظيف أفراد الأسرة، على أساس أنها تروج لمحاباة الأقارب.  على الرغم من منع النواب الذين تم انتخابهم لأول مرة في عام 2017 من توظيف أفراد الأسرة، إلا أن التقييد لم يكن بأثر رجعي - مما يعني أن توظيف فلينت لزوجها كان قانونيًا.

## مناصب
وزير الدولة لشؤون الطاقة وتغير المناخ في منصبه
7 أكتوبر 2011 -14 سبتمبر 2015 قيادة إد ميليباند
هارييت هارمان (بالنيابة) سبقتها ميغ هيلير خلفتها ليزا ناندي شادو وزيرة الدولة لشؤون المجتمعات والحكومات المحلية في منصبها
8 أكتوبر 2010 -7 أكتوبر 2011 القيادة إد ميلباند سبقتها جون دنهام خليفة هيلاري بن وزير الدولة لشؤون أوروبا في المكتب
3 أكتوبر 2008 -5 يونيو 2009 رئيس الوزراء غوردون براون سبقه جيم مورفيسكيب البارونة كينوك من هولي رئيس وزراء الدولة للإسكان والتخطيط في منصبه
24 يناير 2008 -3 أكتوبر 2008 رئيس الوزراء غوردون براون خلفه إيفيت كوبر مارغريت بيكيت وزيرة الدولة للتوظيف في المنصب
28 يونيو 2007 -24 يناير 2008 رئيس الوزراء غوردون براون سبقه جيم مورفيسكتيد من قبل ستيفن تيمس وزير يوركشاير ومكتب همبرين
28 يونيو 2007 -24 يناير 2008 رئيس الوزراء غوردون براونبيل في المنصب المعين خليفة روزي وينترتون وزير الدولة للصحة العامة
10 مايو 2005 -28 يونيو 2007 رئيس الوزراء توني بلير خلفته ميلاني جونسون من قبل داون النائب البرلماني لوزير الدولة للشؤون الداخلية في منصبه
13 يونيو 2003 -10 مايو 2005 رئيس الوزراء توني بلير خلفه اللورد فيلكين من قبل أندي بورنهام عضو البرلمان
لمكتب دون فاليان
2 مايو 1997 -6 نوفمبر 2019-سبقه مارتن ريدموند خلفه نيك فليتشرز الشخصي التفاصيل 20 سبتمبر 1961